# Skopanie
Skopanie [pronunciación en polaco: /skɔˈpaɲe/] es un pueblo ubicado en el distrito administrativo de Gmina Baranów Sandomierski, dentro del Distrito de Tarnobrzeg, Voivodato de Subcarpacia, en el sur de Polonia oriental. Se encuentra aproximadamente a 5 kilómetros al sureste de Baranów Sandomierski, a 16 kilómetros al suroeste de Tarnobrzeg, y a 58 kilómetros al noroeste de la capital regional Rzeszów.
El pueblo tiene una población de 2,796 habitantes.